# Ředkev setá bílá
Ředkev setá bílá (Raphanus sativus var. longipinnatus), známá též jako daikon, je varianta ředkve seté.
Ředkev bílá je jedlá syrová, avšak je často různě upravována, zejména v asijské kuchyni.

## Synonyma
- Raphanus sativus var. acanthiformis
- Raphanus sativus var. hortensis Baker